# تروریسم ملی‌گرا
تروریسم ملی‌گرا (انگلیسی: Nationalist terrorism)نوعی از تروریسم است که با انگیزه ملی‌گرایی شکل می‌گیرد تروریست‌های ملی‌گرا بدنبال برخی از اشکال خودمختاری هستند که ممکن است محدوده بزرگتری از استقلال جهت برقراری یک منطقه خودمختار با حاکمیت دولت (جدایی‌خواهی) را شامل شود. تروریست‌های ملی‌گرا اغلب مخالف اشغال نظامی، قدرت امپریالیسم یا قدرت‌های نامشروع هستند. 
تروریسم ملی‌گرا با گروه‌های ملی، قومی، مذهبی یا گروه‌هایی با هویت فرهنگی همانند اینها مرتبط هستند و احساسی در میان اعضای آنهاست که آنان تحت ستم هستند و حقوقشان نادیده گرفته شده‌است، به ویژه حقوقشان که همساز با دیگران باشد. 

## اصطلاح و انواع تروریسم ملی‌گرا
براساس تعریف خود تروریسم، اصطلاح «تروریسم ملی‌گرا» و کاربرد آن موضوعات چالش‌برانگیزی است. آنچه که موضوع بحث است این است که چه چیزی یک رژیم نامشروع را تشکیل می‌دهد و چه نوع خشونت و جنگ علیه چنین دولتی قابل پذیرش است. گروه‌هایی که توسط بعضیها «ترویست‌های ملی‌گرا» نامیده می‌شوند تمایل دارند که خودشان را «جنگجویان آزادی» بدانند که درگیر جنگ قانونی اما نامتقارن هستند. 
نوع دیگر تروریسم ملی‌گرا می‌تواند خشونت علیه مهاجران در یک کشور باشد. ملی‌گراها در بیشتر کشورها مهاجران را با دید تهدید علیه خوشبختی مردم محلی و بومی می‌نگرند.
اصطلاح «تروریسم ملی» همانند مفهوم تروریسم و کاربرد آن مسائل بسیار متضادی هستند. اینکه چه چیزی یک رژیم نامشروع را تشکیل می‌دهد و چه نوع خشونت و جنگ در برابر چنین کشوری قابل قبول است، موضوع بحث است.
نوع دیگر تروریسم ملی گرایانه می‌تواند شامل خشونت علیه مهاجران در یک کشور باشد. ملی گرایان در بسیاری از کشورها مهاجران را تهدید به رفاه مردم محلی یا بومی آن کشور می‌دانند.